# 10382 Адамар
10382 Адама́р (10382 Hadamard) — астероїд головного поясу, відкритий 15 вересня 1996 року.
Тіссеранів параметр щодо Юпітера — 3,486.